# Git Gay
Git Gay, eg. Birgit Carp, født Birgit Agda Holmberg, (13. juli 1921 i Karlshamn – 2. juli 2007 i Malmö), var en svensk revyartist, skuespillerinde og sangerinde. Fra 1960'erne og fremover blev hun mest kendt som den svenske underholdningsbranches førende primadonna.